# الهويمل
الهويمل هو منطقة عراقية وتلّ، في حوض وادي المهاري، بناحية الشبكة بقضاء النجف، بمحافظة النجف بالبادية العراقية جنوب غرب العراق، ارتفاع التل 208 أمتار فوق سطح البحر.